# Insenatura di Ezcurra
L'insenatura di Ezcurra è un'Insenatura lunga circa 10 km, in direzione est-ovest, e larga circa 4 km alla bocca, situata sulla costa sud-occidentale dell'Isola di Re Giorgio, la più vasta delle Isole Shetland Meridionali. Delimitata a nord da punta Polish Navy e a sud da punta Rakusa, l'insenatura costituisce la diramazione occidentale della baia dell'Ammiragliato, e al suo interno, dove sono peraltro presenti diversi isolotti, tra cui spicca l'isola Dufayel, si gettano diversi ghiacciai, tra cui lo Zalewski, che vi fluisce da ovest.

## Storia
L'insenatura di Ezcurra è stata mappa nel corso della spedizione francese in Antartide svoltasi dal 1908 al 1910 al comando di Jean-Baptiste Charcot, il quale la battezzò "Fiord Ezcurra" in onore di Pedro de Ezcurra, l'allora ministro dell'agricoltura argentino che aveva supportato la sopraccitata spedizione.
Sulla costa della cala di Hervé, nella parte sudorientale dell'insenatura, è presente una piccola valle, chiamata valle Italia, dove sono situate le rovine della prima costruzione italiana mai realizzata in Antartide, ossia la base Giacomo Bove, opera dei membri di una spedizione privata guidata da Renato Cepparo nel 1975-76, che venne smantellata dalla marina militare argentina nel 1976.